# Poundbury
Poundbury is een "experimenteel" nieuw dorp - net buiten Dorchester in het graafschap Dorset, Engeland.
Het dorp is gebouwd op het land van de hertog van Cornwall, en is een experiment van koning Charles III, als antwoord op de naoorlogse vormen van stadsplanning. De koning staat bekend om zijn kritische visie op de recente architectuur.
Het dorp is gebouwd met een 'traditionele' dichte bebouwing, meer dan een suburbane, gefocust op het creëren van een integrale gemeenschap van winkels, zaken, en koop- en huurhuizen; er is geen sprake van 'zoning'. Volgens de ontwerpers is het dorp ontworpen met het oog op de mensen, en niet op de auto's. Gemeenschappelijke ruimtes worden beheerd door een wijkraad waar elke bewoner lid van is.
Het project heeft iets weg van de 'New Urbanism'-beweging, afkomstig uit de Verenigde Staten, met het verschil dat de invloeden uiteraard Europees zijn.
Het plan werd ontwikkeld in de jaren tachtig door de Luxemburgse architect Léon Krier en de bouw startte in oktober 1993. Kriers plannen zijn bekritiseerd vanwege het mixen van te veel verschillende stijlen, en het gebruik van buitenlands bouwmateriaal, dat niet overeenkomt met de tradities van Dorchester. Er wordt verwacht dat de vier fases klaar zijn in 2025 met 2500 woningen en ongeveer 6000 bewoners.

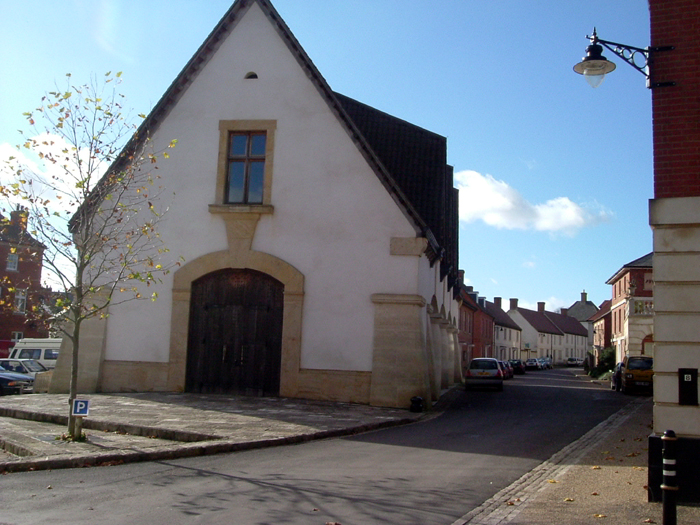
Gezicht op Poundbury, Dorset. Er zijn verschillende architectonische stijlen gebruikt bij het ontwerpen van het dorp.